# Elias Shaheen
Elias Shaheen, auch Elias Chahine, (* 20. Juli 1914 in Ebrine, Libanon; † 5. Dezember 1991) war der erste Bischof der  Maronitischen Kirche in Kanada und seit 1985 Erzbischof von Montréal.

## Leben
Am 25. März 1939 wurde Shaheen zum Priester geweiht, seine Ernennung zum ersten maronitischen Bischof von Montréal erfolgte am 25. März 1982. Der maronitische Patriarch von Antiochien, Kardinal Anton Peter Khoraiche, spendete ihm am 7. November 1982 die Bischofsweihe. Mitkonsekratoren waren Erzbischof Francis Mansour Zayek von Brooklyn und der Weihbischof im maronitischen Patriarchat von Antiochien, Roland Aboujaoudé. Am 13. März 1985 wurde Elias Shaheen zum Erzbischof von Montréal ernannt. Im Alter von 76 Jahren wurde er  emeritiert. Sein Nachfolger wurde Bischof Georges Abi-Saber  OLM. 